# ワンダーウィード
『ワンダーウィード』は日本の4人組アイドルグループ。略して、“ワンウィ”。2020年2月24日をもって現体制を終了した。コンセプトは “カッコ可愛いガールズユニット”。ユニット名の由来は “奇跡の雑草”という意味があり、自身を雑草と呼ぶ彼女達は “踏まれても踏まれても前を向いて諦めない”という強い決意が込められている。事務所はLimeLight（ライムライト）、プロデュースは白木豊次（LimeLight代表）。レーベルはインペリアルレコード（テイチクエンタテインメント）。その後、新たに『ワンダーウィード天』と『花いろは from ワンダーウィード』の2グループとして活動中。『ワンダーウィード天』は、元来のワンダーウィードとしてのコンセプトや楽曲を引き継ぐ。『花いろは from ワンダーウィード』は全く新しいコンセプトのグループ。

## 概要
「カッコ可愛い」をコンセプトに2015年7月末に始動。デビュー1年3ヶ月で赤坂BLITZでのワンマンライブを開催し820人を動員してエンタメニュース、日経新聞や東洋経済のネットニュースで取り上げられた。1stシングルはオリコン10位、2ndシングル17位、3rdシングル12位と安定した人気を誇り、2018年6月インペリアルレコードからメジャーデビューを果たした。2017年、2019年にはタイ、2018年はモンゴル、ベトナムと積極的に海外でライブ活動。特に2017年のJAPAN EXPO THAILANDでは日タイ修交130周年記念イベントに華を添え会場を盛り上げた。
楽曲は、中山英二、GA-HA-芳賀俊和（TORAfic☆signAL）、isao（ANALOG MONKEY）等が担当。衣装は、READY TO KISSやSAY-LA、エルフロート、AKB48豆腐プロレスを手掛けるGet Crazyの渡辺直樹が担当。「BANJIKYUSU PARTY」の振り付けは、PaniCrewのYOHEYが担当。

## 略歴

### 2015年
- 07月28日、滝沢あきな、白石美咲、鈴木なつみ、夢藤エデンの4名でライブデビュー
- 08月29日、初のワンマンライブをTwinBoxAKIHABARAで開催。187人を動員し話題となる[3]。同時に白石美咲が卒業を発表
- 09月21日、牛居ひかりが加入

### 2016年
- 02月09日、1st Single『get to chance』でCDデビュー。オリコン総合ウィークリーチャート10位を獲得
- 04月10日、毎月第2日曜日の『ワンウィ月一単独定期公演』がスタート
- 04月19日、佐倉ちひろが加入
- 06月29日、長期休養中だった夢藤エデンがTwitter上にて卒業を発表
- 07月10日、三浦みりあ、七瀬まいこが加入
- 07月28日、ユニット結成1周年ライブを新宿ReNYで行い、500人を動員する[3]
- 10月11日、2nd Single『BANJIKYUSU PARTY』リリース。オリコン総合ウィークリーチャート17位獲得
- 11月20日、名古屋初ワンマン『ここもHOME』を名古屋LIVE HALL M.I.Dで行い、200人を動員する
- 11月26日、サードワンマンライブを赤坂BLITZ（現：マイナビBLITZ赤坂）で行い、800人を動員する[4]
- 12月11日、TwinBoxAKIHABARAにて、鈴木なつみの卒業公演を実施

### 2017年
- 06月20日、3rd Single『六等星』リリース[5]。オリコン総合ウィークリーチャート12位獲得
- 12月31日、七瀬まいこ 三浦みりあが卒業

### 2018年
- 01月08日、吉沢えみりが加入
- 03月01日、柴田かのんが加入。インペリアルレコード(テイチクエンタテインメント)からメジャーデビューすることを発表[6]
- 03月26日、牛居ひかりが卒業
- 04月02日、花咲ひなた、白川ゆめかが加入
- 06月06日、メジャーデビュー１stシングル『Parallel world』をリリース。オリコン総合ウィークリーチャート13位獲得[7]
- 07月01日、上木ゆずかが加入
- 11月25日、ワンマンツアーファイナルで滝沢あきなと花咲ひなたが卒業[3]

### 2019年
- 02月24日、ワンコイン２マンチャレンジライブがスタート（計11回）
- 03月27日、北海道、東京、横浜、名古屋、福岡、大阪、計6ヶ所に渡る全国ワンマンツアースタート
- 07月27日、シアターGロッソ にて4周年記念ワンマンライブを開催
- 07月31日、5枚目となるシングル『バルタン星人』をリリース[8]。オリコン総合ウィークリーチャート10位獲得
- 08月25日、上木ゆずかが卒業
- 09月25日、休養していた柴田かのんがTwitter上にて卒業を発表
- 10月16日、本宮はるな、神谷にいなが加入
- 11月30日、不定期公演にて、2020年2月24日をもって現体制を終了することを発表
- 12月06日、神谷にいなを契約トラブル等を理由に同日付で除名処分

### 2020年
- 01月08日、不定期公演にて、吉沢えみりが2020年2月24日をもって卒業することを発表
- 01月29日、ワンダーウィード公式Twitterにて、妹分ユニット『WONDER BREED』の詳細が発表
- 02月24日、EX THEATER ROPPONGI にて現体制ラストワンマンライブ

## 現体制の終了
2019年11月30日の不定期公演(＠TwinBox AKIHABARA)にて、ワンダーウィードの現体制が2020年2月24日のワンマンライブ(＠EX THEATER ROPPONGI)をもって終了することが発表された。これはメンバーの入れ替えのようなものではなく、2015年から続いてきたワンダーウィードとしての活動を完全に終了するという意味をもち、発表時には「創造的破壊」といった言葉で表現された。2020年2月24日以降の動向については、今後の不定期公演で徐々に明らかにするとし、2019年12月18日の不定期公演(＠上野音横丁)では、現在のワンダーウィードが2つになるといった続報を発表。発表時には、ワンダーウィードから「二卵性の双子が生まれる」と表現した。
2020年1月8日に行われた不定期公演(＠渋谷club asia)では、上記2つのグループのコンセプトが公表され、現状のワンダーウィードの楽曲とコンセプトを継承した『天チーム(仮称)』と、全く新しい王道系の『花チーム(仮称)』になるとした。また同日に、メンバーの吉沢えみりが2020年2月24日のワンマンライブをもってグループを卒業することも発表された。現在活動中の残る3人については上記2グループに分かれることとなり、『天チーム(仮称)』には白川ゆめかと本宮はるなが、『花チーム(仮称)』には佐倉ちひろがそれぞれ入るとした。
2020年2月24日に行われた現体制ラストワンマンライブ(＠EX THEATER ROPPONGI)では、グループ名とメンバーの一部を発表。『天チーム(仮称)』は『ワンダーウィード天』として、白川ゆめかと夏川すずか(WONDER BREEDメンバー)が、『花チーム(仮称)』は『花いろは from ワンダーウィード』として、佐倉ちひろと葵井ここあ(WONDER BREEDメンバー)がそれぞれ選ばれた。一方で、1月8日の発表では『天チーム(仮称)』に入るとしていた本宮はるなや、これ以外の追加メンバーについては未定とし、全貌を明らかにするとしていたこの日に明らかになることはなかった。
最終的なメンバーを加えて新しくなったグループは『ワンダーウィード天』が2020年3月5日(＠新宿BLAZE)、『花いろは from ワンダーウィード』が同年3月21日(＠新木場STUDIO COAST) のライブでお披露目される予定であったが、新型コロナウイルスの影響による大規模イベント自粛の流れを踏まえ、同年3月27日(＠新宿BLAZE)に延期された。
なお、前述の新生ワンダーウィードのどちらにも加入しなかった本宮はるなについてはJuliaHouseの新ユニットで活動を続けることが2020年3月22日に発表され、4月30日には前年8月にワンダーウィードを卒業した上木ゆずか（本宮のワンダーウィード加入は上木卒業後だったため在籍時期は重なっていない）も復帰し同ユニットに加入することが発表された。 同ユニットの名称はシークレットシャノワールに決定したが、体調不良のため本宮の合流は見送りとなり、上木に紗山ありか・竹川由華・劉紫綺の3名を加えた4人体制でのスタートとなった。

## メンバー
| 氏名        | 生年月日              | 出身地   | 血液型 | 担当カラー | 愛称       | 活動期間                       | 備考 |
| ----------- | --------------------- | -------- | ------ | ---------- | ---------- | ------------------------------ | --- |
| 佐倉 ちひろ | 1月25日               | 神奈川県 | A型    | レッド     | ちぃちゃん | 2016年4月19日 - 2020年2月24日  | リーダー。舞台発アイドルユニット虹色の飛行少女兼任(水道橋煇役)。 【趣味】焼肉屋さんめぐり 【特技】書道、ピアノ、百人一首、一輪車 |
| 吉沢 えみり | 1995年7月25日（29歳） | 東京都   | B型    | オレンジ   | えみり     | 2018年1月8日 - 2020年2月24日   | 【趣味】ラーメン屋めぐり 【特技】バスケットボール                                                                                |
| 白川 ゆめか | 2003年3月22日（22歳） | 埼玉県   | A型    | ブルー     | ゆめか     | 2018年4月2日 - 2020年2月24日   | 【趣味】食べること、YouTubeを見ること 【特技】人に自分から話しかけること、誕生日を当てること                                     |
| 本宮 はるな | 1996年5月2日（29歳）  |          |        | ピンク     | はるな     | 2019年10月16日 - 2020年2月24日 | |

### 旧メンバー
| 氏名        | 生年月日               | 担当カラー | 愛称            | 活動期間                       | 備考                               |
| ----------- | ---------------------- | ---------- | --------------- | ------------------------------ | ---------------------------------- |
| 白石 美咲   | 1996年9月23日（28歳）  | レッド     | みさき          | 2015年7月28日 - 2015年8月29日  |                                    |
| 夢藤 エデン | 2月24日                | ピンク     | エデン          | 2015年7月28日 - 2016年6月29日  |                                    |
| 鈴木 なつみ | 1994年7月30日（30歳）  | グリーン   | なつりん/スズキ | 2015年7月28日 - 2016年12月11日 |                                    |
| 牛居 ひかり | 1994年7月16日（30歳）  | ブルー     | うっしー        | 2015年9月21日 - 2018年3月26日  |                                    |
| 三浦 みりあ | 1997年6月9日（28歳）   | オレンジ   | みりあん        | 2016年7月10日 - 2017年12月31日 |                                    |
| 七瀬 まいこ | 1998年3月28日（27歳）  | イエロー   | まいまい        | 2016年7月10日 - 2017年12月31日 |                                    |
| 滝沢 あきな | 1996年2月3日（29歳）   | パープル   | あきにゃん      | 2015年7月28日 - 2018年11月25日 | 元リーダー。卒業同日に芸能界を引退 |
| 花咲 ひなた | 1998年1月15日（27歳）  | ピンク     | ひなた          | 2018年4月2日 - 2018年11月25日  |                                    |
| 上木 ゆずか | 1995年12月28日（29歳） | グリーン   | かみっきー      | 2018年7月1日 - 2019年8月25日   |                                    |
| 柴田 かのん | 1997年11月1日（27歳）  | イエロー   | かのん          | 2018年3月1日 - 2019年9月25日   |                                    |
| 神谷 にいな | 2000年7月20日（24歳）  | イエロー   | にいな          | 2019年10月16日 - 2019年12月6日 |                                    |

## 作品

### シングル
| #                                | 発売日                     | 曲名                       | 作詞・作曲・編曲                               | オリコン週間最高位         | カップリング曲                                      | 販売形態                   | 規格品番                   | 備考 |
| JuliaHouse（インディーズ）       | JuliaHouse（インディーズ） | JuliaHouse（インディーズ） | JuliaHouse（インディーズ）                     | JuliaHouse（インディーズ） | JuliaHouse（インディーズ）                          | JuliaHouse（インディーズ） | JuliaHouse（インディーズ） | JuliaHouse（インディーズ）                                                                                     |
| -------------------------------- | -------------------------- | -------------------------- | ---------------------------------------------- | -------------------------- | --------------------------------------------------- | -------------------------- | -------------------------- | --- |
| 1                                | 2016年2月9日               | get to chance              | 作詞/作曲/編曲： 中山英二                      | 10                         | (A)アオイホシ (B)UNITE〜ひとつ〜 (C)peace           | CD                         | JH-0020-0022               | タイプ（A～C）別に異なるカップリング曲を収録し、パッケージ写真も異なるものを使用している。                     |
| 2                                | 2016年10月11日             | BANJIKYUSU PARTY           | 作詞/作曲：GA-HA- 編曲：宮川磨                 | 17                         | (A)小さな花 (B)好きだ、ばか。 (C)欲張りGIRL         | CD                         | JH-0023-0025               | タイプ（A～C）別に異なるカップリング曲を収録し、パッケージ写真も異なるものを使用している。                     |
| 3                                | 2017年6月20日              | 六等星                     | 作詞・作曲：isao 編曲：今野竹雄                | 12                         | (A)サンシャイン (B)GOKIGEN DANCER (C)タイムマシーン | CD                         | JH-0026-0028               | タイプ（A～C）別に異なるカップリング曲を収録し、パッケージ写真も異なるものを使用している。                     |
| インペリアルレコード（メジャー） |                            |                            |                                                |                            |                                                     |                            |                            | |
| 1                                | 2018年6月6日               | Parallel world             | 作詞・作曲：isao 作曲：中山英二 編曲：大島賢治 | 13                         | (A)(B)(C)トドカナイヤ (B)Answer (C)ヤッホー         | CD+DVD（初回限定版） CD    | TECI-614～616              | タイプ(A)はDVD特典。タイプ(B)(C)は別に異なるカップリング曲を収録し、パッケージ写真も異なるものを使用している。 |
| 2                                | 2019年7月31日              | バルタン星人               | 作詞・作曲：isao 編曲：佐藤慎太郎              | 10                         | (A)大丈夫 (B)SEPPA! (C)ワガママリア                 | CD                         | JH-0040-0042               | タイプ（A～C）別に異なるカップリング曲を収録し、パッケージ写真も異なるものを使用している。                     |

### 楽曲
| #  | 曲名             | お披露目   | 備考                                                                            |
| -- | ---------------- | ---------- | ------------------------------------------------------------------------------- |
| 1  | パプリカ         | 2015年7月  | 2015年7月28日お披露目ライブ披露曲。                                             |
| 2  | アオイホシ       | 2015年7月  | 2015年7月28日お披露目ライブ披露曲。1stシングル『get to chance』カップリング曲。 |
| 3  | タイムマシーン   | 2015年7月  | 2015年7月28日お披露目ライブ披露曲。3rdシングル『六等星』カップリング曲。        |
| 4  | バルタン星人     | 2015年7月  | 2015年7月28日お披露目ライブ披露曲。5thシングル『バルタン星人』表題曲。          |
| 5  | あなたと二人で   | 2015年8月  |                                                                                 |
| 6  | UNITE～ひとつ～  | 2015年8月  | 1stシングル『get to chance』カップリング曲。                                    |
| 7  | 恋に休みはない   | 2015年11月 |                                                                                 |
| 8  | peace            | 2015年12月 | 1stシングル『get to chance』カップリング曲。                                    |
| 9  | get to chance    | 2015年12月 | 1stシングル『get to chance』表題曲。                                            |
| 10 | 永遠青春GIRL     | 2016年3月  |                                                                                 |
| 11 | 愛のマグナム     | 2016年4月  |                                                                                 |
| 12 | 夜空の列車       | 2016年5月  |                                                                                 |
| 13 | トドカナイヤ     | 2016年6月  | 4thシングル『Parallel world』カップリング曲。                                   |
| 14 | 欲張りGIRL       | 2016年7月  | 2ndシングル『BANJIKYUSU PARTY』カップリング曲。                                 |
| 15 | BANJIKYUSU PARTY | 2016年8月  | 2ndシングル『BANJIKYUSU PARTY』表題曲。                                         |
| 16 | 小さな花         | 2016年9月  | 2ndシングル『BANJIKYUSU PARTY』カップリング曲。                                 |
| 17 | 好きだ、ばか。   | 2016年10月 | 2ndシングル『BANJIKYUSU PARTY』カップリング曲。                                 |
| 18 | Parallel world   | 2017年3月  | 4thシングル『Parallel world』表題曲。                                           |
| 19 | サンシャイン     | 2017年5月  | 3rdシングル『六等星』カップリング曲。                                           |
| 20 | 六等星           | 2017年5月  | 3rdシングル『六等星』表題曲。                                                   |
| 21 | GOKIGEN DANCER   | 2017年6月  | 3rdシングル『六等星』カップリング曲。                                           |
| 22 | 存在証明         | 2018年1月  |                                                                                 |
| 23 | Answer           | 2018年5月  | 4thシングル『Parallel world』カップリング曲。                                   |
| 24 | ヤッホー         | 2018年5月  | 4thシングル『Parallel world』カップリング曲。                                   |
| 25 | ワガママリア     | 2018年9月  | 5thシングル『バルタン星人』カップリング曲。                                     |
| 26 | 大丈夫           | 2018年11月 | 5thシングル『バルタン星人』カップリング曲。                                     |
| 27 | 逆鱗             | 2019年3月  |                                                                                 |
| 28 | SEPPA!           | 2019年5月  | 5thシングル『バルタン星人』カップリング曲。                                     |
| 29 | 愛言葉           | 2019年7月  |                                                                                 |
| 30 | 逢いたい         | 2019年10月 |                                                                                 |
| 31 | 運命線           | 2019年11月 |                                                                                 |

## 主なライブ・イベント

### 2015年
- 07月28日、お披露目ライブ ＠秋葉原 TwinBox
- 08月29日、1st ワンマンライブ ＠秋葉原 TwinBox
- 09月22日～23日、TwinBoxFUJISAN2015 ＠山中湖交流プラザきらら

### 2016年
- 03月27日、仮面女子FES ＠Zepp Tokyo
- 04月17日 、Girl's Bomb!! in チューリップ祭り ＠国営木曽三川公園
- 07月23日～24日、SEKIGAHARA IDOL WARS 2016 - 関ケ原唄姫合戦 - ＠桃配運動公園
- 07月28日、2nd ワンマンライブ ＠新宿 ReNY
- 08月6日～7日、TOKYO IDOL FESTIVAL 2016 ＠お台場 青海周辺エリア
- 08月15日～16日、Girl's Bomb!! 台湾漫画博覧会 ＠台北世界貿易センター展示ホール
- 10月29日、東京ラーメンショー 2016 アイドルフェスティバル ＠駒沢オリンピック公園
- 10月30日、AKASAKA BLITZ HALLOWEEN 2016 ＠赤坂BLITZ
- 11月20日、名古屋初ワンマン ＠名古屋 LIVE HALL M.I.D
- 11月26日、3rd ワンマンライブ ＠赤坂BLITZ
- 12月23日、ももクリ2016 外周パーク ＠幕張メッセ外周ステージ
- 12月29日、Girl's Bomb!! -年末大感謝祭 - ＠新木場 STUDIO COAST
- 12月31日、冬の光物語年越しカウントダウンステージ ＠国営木曽三川公園

### 2017年
- 02月4日～5日、台北國際動漫節
- 07月22日～23日、SEKIGAHARA IDOL WARS 2017- 関ケ原唄姫合戦 - ＠桃配運動公園
- 07月28日、4thワンマンライブ ＠赤坂BLITZ
- 08月06日、「ももクロ夏のバカ騒ぎ 2017」@ 味の素スタジアム内ステージ
- 12月25日、ワンダーウィード presents「ワンダークリスマス !」@Zepp Tokyo
- 12月31日、冬の光物語年越しカウントダウンステージ ＠国営木曽三川公園

### 2018年
- 03月3日～3月25日、東名阪ツアー「春の風」開催！東京@渋谷club asia 名古屋@ReNY Limited 大阪＠京橋
- 08月17日～20日、日本文化・ポップカルチャー・フェスティバル2018 inモンゴル
- 07月21日～7月22日、SEKIGAHARA IDOL WARS2018 ～関ケ原唄姫合戦～＠桃配運動公園
- 07月28日～11月25日、ワンダーウィード３周年記念ワンマンツアー
- 11月25日、ワンダーウィード３周年記念ツアーファイナルにてリーダー滝沢あきな、花咲ひなた卒業。
- 12月29日～30日、ジャパンベトナムスポーツ＆カルチャーフェスティバル 'KIZUNA' inベトナム
- 12月31日、冬の光物語年越しカウントダウンステージ ＠国営木曽三川公園

### 2019年
- 01月26日～27日、JAPAN EXPO THAILAND 2019
- 03月27日～5月11日、ワンダーウィード全国ワンマンツアー[春の風]
- 06月15日～16日、YATSUI FESTIVAL! 2019[15]
- 07月20日～21日、SEKIGAHARA IDOL WARS2019 ～関ケ原唄姫合戦～＠桃配運動公園
- 07月27日、ワンダーウィード4周年記念ワンマンライブ「WONDER FUTURE」 ＠シアターGロッソ
- 08月11日～12日、ドラゴンクイーンズフェスティバル ～竜王アイドル夏祭り～  ＠竜王町総合運動公園
- 08月17日～18日、JAPAN FESTIVAL IN MONGOLIA 2019
- 08月24日、@JAM EXPO 2019 ＠横浜アリーナ
- 12月30日、ワンダーウィードワンマンライブ「ここはHOME」＠名古屋 LIVE HALL M.I.D
- 12月31日、冬の光物語年越しカウントダウンステージ ＠国営木曽三川公園

### 2020年
- 01月31日～2月2日、JAPAN EXPO THAILAND 2020
- 02月24日、現体制ラストワンマンライブ「Wonder Evolution」 ＠EX THEATER ROPPONGI

## 出演

### テレビ

#### バラエティー
- MUSIC EXPRESS（テレビ埼玉・東京MXテレビ、2016年4月～2017年9月） - 『週間ワンダーウィード』レギュラー
- MUSIC EXPRESS（スカパー!、2017年10月～現在） - 『月間ワンダーウィード』レギュラー[16]
- クロちゃん流 アイドルフェス楽しみ方講座（テレビ愛知、2016年7月16日）[17]
- アカデミーナイトG（TBSテレビ、2016年10月25日）[18]
- イベ検（テレビ朝日、2017年7月15日、2018年6月23日・30日）[19]
- @JAM TV powered by LIVE DAM STADIUM(日テレプラス、2019年10月28日)[20]

#### ライブ
- ライブB♪（TBSテレビ、2018年5月22日）[21]
- Love music（フジテレビ、2018年6月17日、2019年8月5日）[22]
- それって!?実際どうなの課(日本テレビ、『バルタン星人』2019年7月度エンディングテーマ曲)[23]
- バズリズム(日本テレビ、2019年9月14日)

### ラジオ
- ラジオのアナ（NACK5、2018年6月20日）[24]
- おーたPの部屋(渋谷クロスFM、2019年7月18日)[25]
- Saturdays!(FM FUJI、2019年8月3日)[26]
- カメレオンパーティー(NACK5、2019年9月22日)[27]